# Kunstakademie Düsseldorf

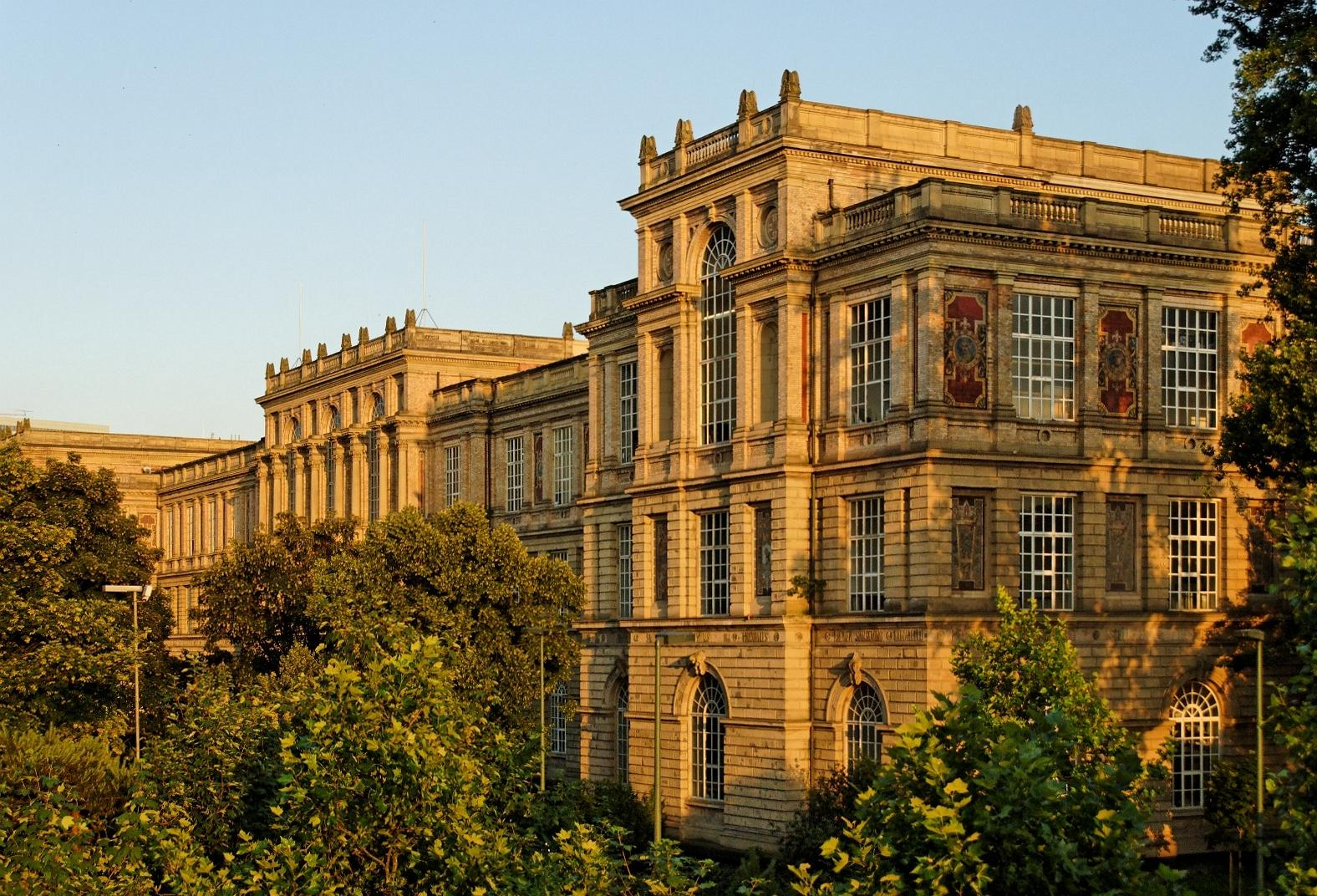
Kunstakademie Düsseldorf

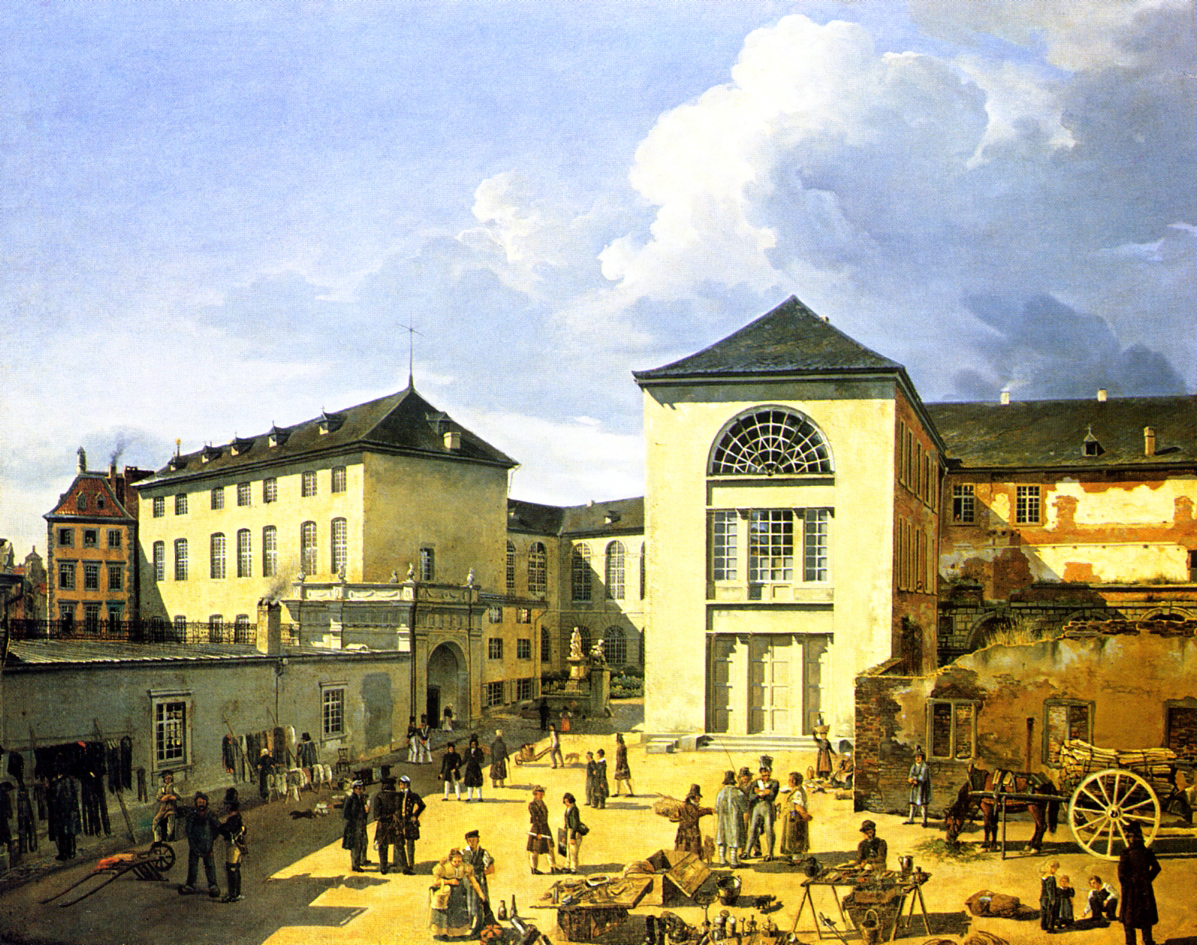
Die Kunstakademie in Düsseldorf (1831), av Andreas Achenbach

Kunstakademie Düsseldorf är en statlig konsthögskola i det tyska förbundslandet Nordrhein-Westfalens huvudstad Düsseldorf.

## Historia
Föregångare till Kunstakademie Düsseldorf var en år 1762 av Lambert Krahe grundad tecknarskola.
Düsseldorfs konstakademi grundades år 1773, av den pfalziske kurfursten Karl Theodor, som "Kurfürstlich Pfälzische Akademie der Maler-, Bildhauer- und Baukunst" (Kurfurstliga pfalziska akademin för måleri, skulptur och arkitektur).
Under de franska revolutionskrigen flyttades konstakademins konstsamling Gemäldegalerie Düsseldorf. Den hamnade slutligen i München, förlorad för Düsseldorf. När staden i början av 1800-talet dessutom förlorat sin mer än 400-åriga roll som huvudstad, då den hamnat under preussiskt styre, beslutade den preussiska regeringen 1819 att omvandla akademin till en kunglig preussisk konstakademi, "Rheinprovinzen Preußens Königliche Kunstakademie" (Preussens Rhenprovinsers kungliga konstakademi). Dess förste direktör var Peter von Cornelius. Under efterträdaren Wilhelm von Schadows tid utvecklade sig akademin till en av de mest erkända konstakademierna i Europa, och gav namn till konstriktningen Düsseldorfskolan.
Düsseldorfs konstakademi är även idag en av de mest erkända i Europa.[källa behövs] Bland lärare och studenter som verkat vid akademin märks bland andra Paul Klee, August Macke, Joseph Beuys, Gerhard Richter, Sigmar Polke, Bernd och Hilla Becher, Candida Höfer, Andreas Gursky och Rosemarie Trockel. Även ett stort antal konstnärer från Skandinavien, Ryssland och USA har studerat vid Kunstakademie Düsseldorf.

## Direktörer
- 1819–1824 Peter von Cornelius
- 1826–1859 Wilhelm von Schadow
- 1924–1933 Walter Kaesbach
- 1945–1946 Ewald Mataré
- 1959–1965 Hans Schwippert
- 1972–1981 Norbert Kricke
- 1988–2009 Markus Lüpertz
- 2009–2013 Tony Cragg
- 2013 – Rita McBride[2]